# Baltoro Muztagh

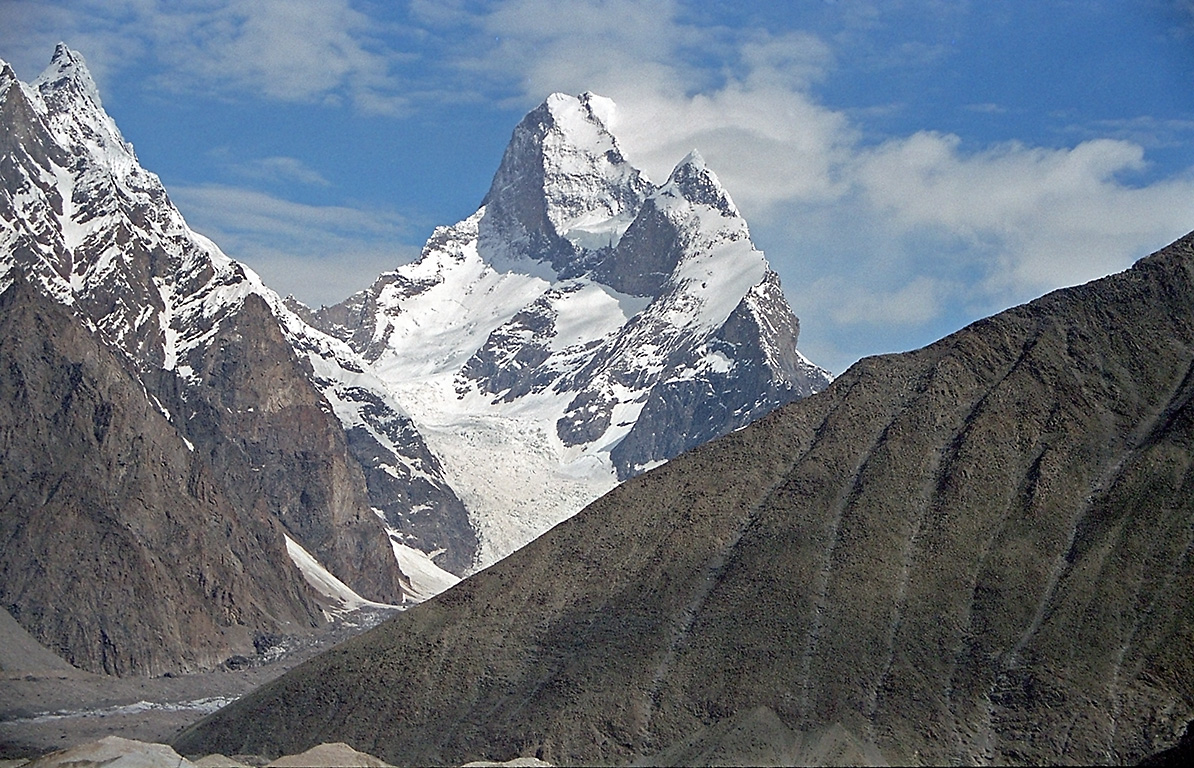
Pico no Baltoro Muztagh.

Baltoro Muztagh é uma subcordilheira do Caracórum. Nela se situa o K2 (8611 m/28251 ft), a segunda mais alta montanha do mundo, e mais três das catorze Montanhas com mais de oito mil metros de altitude: Gasherbrum I, Broad Peak e Gasherbrum II. Localiza-se a norte e este do Glaciar Baltoro, no Baltistão, parte do Gilgit-Baltistão do Paquistão; e em Xinjiang, na China. O tergo forma a fronteira China-Paquistão.